# Brucerolis macdonnellae
Brucerolis macdonnellae là một loài chân đều trong họ Serolidae. Loài này được Menzies miêu tả khoa học năm 1962.